# Sergi Moreno
Sergio Moreno Marín (sinh 25 tháng 11 năm 1987) là một cầu thủ bóng đá Andorra. Hiện tại anh thi đấu cho Inter Club d'Escaldes.